# Ames (Nueva York)
Ames es una villa ubicada en el condado de Montgomery en el estado estadounidense de Nueva York. En el año 2000 tenía una población de 173 habitantes y una densidad poblacional de 504 personas por km².

## Geografía
Ames se encuentra ubicada en las coordenadas 42°50′6″N 74°36′3″O / 42.83500, -74.60083.

## Demografía
Según la Oficina del Censo en 2000 los ingresos medios por hogar en la localidad eran de $32 500, y los ingresos medios por familia eran $38 750. Los hombres tenían unos ingresos medios de $30 000 frente a los $23 750 para las mujeres. La renta per cápita para la localidad era de $17 794. Alrededor del 8.8% de la población estaban por debajo del umbral de pobreza.